# 工学部
工学部（こうがくぶ）は、工学の教育研究を目的とする大学の学部のひとつである。一般に、工業大学、工科大学は、工学部などの工学系の学部を主体にした単科大学である。

## 概要
工学部の教育は、主として技術者及び研究者の養成を目的して行われる。そのため、工学部では、技術そのものに対する研究だけでなく、技術者のあり方などに関しても研究されることがある。
沿革をみれば、戦前から旧制大学で工学部を設置していた大学は創設時から理工学部であった早稲田大学を別とすれば、帝国大学の他には東京工業大学、旅順工科大学、日本大学、藤原工業大学（現・慶應義塾大学理工学部）、興亜工業大学（現・千葉工業大学）などわずかであり、工学教育を行う高等教育機関の多くは官立の高等工業学校または大学専門部工科であった。
戦後1949年の学制改革によって、上記の学校群は新制大学の工学部と認可された。古くから大学を設置していたヨーロッパなどでは例外なく総合大学とは別の教育機関で工学教育が行われており、総合大学の中に工学部を置いたのは日本が初めてであった。
工学部の課程を修了して授与される学位は、「学士（工学）」が代表的であるが、近年は、学位に付記される専攻分野の種類も多様化している。
教員免許状取得の課程認定（高校・工業）を受けている工学部の卒業生は、特例により教育実習等の「教職に関する科目」を修得しなくても高等学校教諭一種免許状（「工業」教科に限る）が取得可能となっている（教育職員免許法・附則11による特例。教科科目により代替可能）。ただし、大学によっては特例を利用する場合であっても、教職科目の修得が推奨されている場合もある。
日本ではこのほか、高等専門学校との連携が深い技術科学大学があり、工学部を開設している。
近年では、細分化した学科による弊害（蛸壺化など）を解消する目的と少子化による学生減少への対応から大括り化が進行している。1学科制の工学系学部も増えており、千葉大学、宇都宮大学、山梨大学、新潟大学、長岡技術科学大学、富山大学、豊橋技術科学大学、三重大学、奈良女子大学、岡山大学、愛媛大学、長崎大学、宮崎大学、琉球大学、足利大学、新潟工科大学、豊田工業大学、東京工芸大学、八戸工業大学、芝浦工業大学の各工学部のみならず、和歌山大学（システム工学部）、香川大学（創造工学部）、福島大学（理工学群）、大分大学、佐賀大学、成蹊大学、徳島大学、関東学院大学（以上理工学部）にもみられる。

### 工学部の教育
初年次では、基礎科目の内容が学科に依らず、ほぼ同様である点が挙げられる。おもな内容としては、｢微積分｣｢線型代数学｣｢基礎物理学｣｢基礎化学｣などである。2年次～3年次の専門科目で、学科による差異が生じる。

## 工学部設置の沿革
太字は教育課程が6年制（大学予科・本科）だった旧制大学
- 1919年：東京帝国大学（現：東京大学）京都帝国大学（現：京都大学）東北帝国大学（現：東北大学）九州帝国大学（現：九州大学）工学部
- 1920年：早稲田大学理工学部（現：早稲田大学理工学術院の前身）
- 1922年：旅順工科大学工学部（1945年廃止）
- 1924年：北海道帝国大学（現：北海道大学）工学部
- 1928年：日本大学工学部（現：日本大学理工学部の前身）※5年制
- 1929年：東京工業大学、大阪工業大学（1933年に大阪帝国大学に包括、現：大阪大学）工学部
- 1939年：名古屋帝国大学（現：名古屋大学）理工学部（1942年に理学部と工学部に分離）、藤原工業大学工学部（1944年に慶應義塾大学工学部として統合、現：慶應義塾大学理工学部の前身）
- 1941年：京城帝国大学理工学部（1946年閉鎖）
- 1942年：東京帝国大学第二工学部（1951年廃止、現：東大生産技術研究所の前身）、興亜工業大学（現:千葉工業大学）工学部
- 1943年：台北帝国大学（1945年接収）、大阪理工科大学工学部（現：近畿大学理工学部）
- 1946年：東海大学理工学部（現：工学部）
- 1949年：室蘭工業大学、岩手大学、山形大学、茨城大学、群馬大学、東京農工大学、横浜国立大学、山梨大学、新潟大学、静岡大学、名古屋工業大学、金沢大学、富山大学、信州大学、福井大学、神戸大学、広島大学、山口大学、徳島大学、愛媛大学、九州工業大学、宮崎大学、熊本大学、東京都立大学、岐阜医工科大学（岐阜県立大学を経て1952年に岐阜大学工学部へ移管、1954年廃止）、大阪府立大学(2022年 大阪公立大学に統合)、大阪市立大学（理工学部設置、1959年理学部と工学部に分離、2022年大阪公立大学へ統合）、姫路工業大学（2004年に兵庫県立大学へ統合、2006年に廃止）鹿児島県立大学（1955年に鹿児島大学工学部へ移管、1958年廃止）、芝浦工業大学、工学院大学、久我山大学（1950年廃校）、東京電機大学、武蔵工業大学（現東京都市大学）、神奈川大学、摂南工業大学（現：大阪工業大学）、青山学院大学(工学部設置、1950年関東学院大学へ譲渡)、明治大学（現：理工学部）同志社大学、立命館大学（現：理工学部）工学部、千葉大学工芸学部（1951年工学部に改組）、日本大学第二工学部（現：工学部）
- 1950年：法政大学（2008年理工学部・生命科学部に改組）、関東学院大学（工学部 を青山学院大学から譲渡され設置）
- 1958年：関西大学工学部
- 1959年：名古屋電気大学（現：愛知工業大学）工学部、近畿大学工学部（広島県呉市、1991年に東広島市に移転）
- 1960年：岡山大学工学部
- 1961年：大阪電気通信大学工学部
- 1962年：福岡大学、東北学院大学、東京理科大学工学部、玉川大学工学部
- 1963年：埼玉大学（1965年理工学部になり、1976年工学部に復帰）、広島工業大学、九州産業大学、福岡電波学園電子工業大学（現：福岡工業大学）、相模工業大学（現湘南工科大学）、国士舘大学、東洋大学工学部
- 1964年：宇都宮大学、東北工業大学、大同工業大学（現：大同大学）工学部
- 1965年：鳥取大学、福井工業大学、大阪交通大学（現：大阪産業大学） 金沢工業大学、長崎造船大学（現：長崎総合科学大学）工学部、日本大学第一工学部（現：生産工学部）
- 1966年：長崎大学、北見工業大学、東京工芸大学、中部大学工学部、近畿大学第二工学部（現：産業理工学部）
- 1967年：琉球大学、北海道工業大学（現：北海道科学大学）、足利工業大学（現：足利大学）、日本工業大学、広島電機大学（現：広島国際学院大学） 東和大学（2011年廃止）、西日本工業大学、九州共立大学（2011年廃部）、大分工業大学（現：日本文理大学）、熊本工業大学（現：崇城大学）工学部
- 1968年：九州学院大学（現：第一工科大学）工学部
- 1969年：三重大学工学部
- 1972年：大分大学、八戸工業大学工学部
- 1973年：九州東海大学（2008年に東海大学へ統合、基盤工学部へ）工学部
- 1975年：幾徳工業大学（現：神奈川工科大学）、摂南大学、福山大学工学部
- 1976年：長岡技術科学大学、豊橋技術科学大学、埼玉工業大学、久留米工業大学工学部
- 1981年：豊田工業大学工学部
- 1986年：岡山理科大学工学部、東京工科大学工学部（～2003年まで[注釈 1]。 ）
- 1987年：拓殖大学工学部
- 1988年：桐蔭学園横浜大学（現：桐蔭横浜大学、1999年募集停止）工学部
- 1989年：龍谷大学、京都産業大学、徳島文理大学工学部
- 1991年：創価大学工学部
- 1992年：青森大学工学部
- 1994年：新潟工科大学工学部
- 1997年：香川大学、高知工科大学工学部
- 2000年：愛知工科大学工学部
- 2009年：山陽小野田市立山口東京理科大学工学部
- 2015年：東京工科大学工学部（再設置[注釈 2]）、武蔵野大学工学部
- 2020年：京都先端科学大学工学部
- 2021年：関西学院大学(理工学部再編に伴う設置)、岡山大学（再設置）、京都橘大学、東北文化学園大学、三条市立大学工学部
- 2022年：奈良女子大学工学部

## 工学部をおく日本の大学

### 国立
北海道・東北
- 北見工業大学
- 北海道大学
- 東北大学
- 山形大学

関東・甲信越
- 茨城大学
- 宇都宮大学
- 埼玉大学
- 千葉大学
- 東京大学
- 東京農工大学
- 山梨大学
- 信州大学
- 新潟大学
- 長岡技術科学大学

東海・北陸
- 富山大学
- 福井大学
- 岐阜大学
- 静岡大学
- 豊橋技術科学大学
- 名古屋大学
- 名古屋工業大学
- 三重大学

近畿
- 京都大学
- 大阪大学
- 神戸大学
- 奈良女子大学

中国・四国
- 鳥取大学
- 岡山大学
- 広島大学
- 山口大学
- 愛媛大学

九州・沖縄
- 九州大学
- 九州工業大学
- 長崎大学
- 熊本大学
- 宮崎大学
- 鹿児島大学
- 琉球大学

### 公立
- 前橋工科大学
- 富山県立大学
- 滋賀県立大学
- 兵庫県立大学
- 大阪公立大学
- 三条市立大学
- 公立諏訪東京理科大学
- 山陽小野田市立山口東京理科大学

### 私立
北海道・東北
- 北海学園大学
- 北海道科学大学
- 東北文化学園大学
- 東北学院大学
- 東北工業大学
- 八戸工業大学
- 日本大学（郡山キャンパス）

関東
- 足利大学
- 神奈川大学
- 神奈川工科大学
- 埼玉工業大学
- 芝浦工業大学
- 湘南工科大学
- 工学院大学
- 拓殖大学
- 玉川大学
- 千葉工業大学
- 東海大学
- 東京工芸大学
- 東京工科大学
- 東京電機大学（第一部と第二部）
- 東京理科大学
- 日本工業大学
- 武蔵野大学
- 麗澤大学

東海・北陸
- 愛知工科大学
- 愛知工業大学
- 金沢工業大学
- 大同大学
- 中京大学
- 中部大学
- 豊田工業大学
- 新潟工科大学
- 日本福祉大学
- 福井工業大学

近畿
- 大阪工業大学
- 大阪産業大学
- 大阪電気通信大学
- 京都先端科学大学
- 京都橘大学
- 関西学院大学

中国・四国
- 岡山理科大学
- 広島工業大学
- 福山大学
- 近畿大学（広島キャンパス）

九州
- 久留米工業大学
- 長崎総合科学大学
- 西日本工業大学
- 日本文理大学
- 崇城大学
- 第一工科大学
- 福岡大学
- 福岡工業大学

### 工学系学部・類似学際組織をおく日本の大学他
- 工学院 - 東京科学大学
- 共創工学部 - お茶の水女子大学
- 工芸科学部 - 京都工芸繊維大学
- 未来科学部 - 東京電機大学
- 創造工学部 - 香川大学／神奈川工科大学／千葉工業大学
- システム工学部 - 和歌山大学
- システム工学群 - 高知工科大学／防衛大学校（他に電気情報学群）
- システムデザイン工学部 - 東京電機大学
- デザイン工学部 - 芝浦工業大学／法政大学
- ロボティクス&デザイン工学部 - 大阪工業大学
- 国際環境工学部 - 北九州市立大学
- 生産工学部 - 日本大学
- 基礎工学部 - 大阪大学
- 技能工芸学部 - ものつくり大学
- 情報工学部 - 九州工業大学／岡山県立大学／東京都市大学／福岡工業大学
- 情報通信工学部 - 大阪電気通信大学
- 医療福祉工学部 - 大阪電気通信大学
- 医用工学部 - 桐蔭横浜大学／鈴鹿医療科学大学
- 基盤工学部 - 東海大学（募集停止）
- 基幹工学部 - 日本工業大学
- 海洋工学部 - 東京海洋大学
- 生命工学部 - 福山大学
- 化学生命工学部 - 関西大学
- 環境都市工学部 - 関西大学環境都市工学部
- 建築都市工学部 - 九州産業大学
- 先進工学部 - 工学院大学／日本工業大学／東京理科大学